# ぼくわたチャンネル
ぼくわたチャンネルは、2022年4月より活動開始しているアニメコント系YouTubeチャンネルである。チャンネル登録者数は，90.1万人（8月20日現在）。元は、X上で一コマ漫画等を制作していた。
正式名称は「ぼくとわたしのすてきなチャンネル」。

## 制作者
アニメの制作者は「なたろう」1997年7月18日生まれのＯ型。カレーが好物。兵庫県生まれの鹿児島県在住。
なお、既婚者であり、配信でのやねぴ（妻）の配信内での愛称は、「やねぴっぴ」又「奥さんちゃん様」。やねぴは、1997年1月2日生まれのB型。おにぎりが好物。アニメ「2023年流行語大賞も全然聞いたことがないヤツ」で声優デビュー。

## 人気動画

### アニメコントまとめ
2023年3月から始まったもので、歴代のアニメを8本ずつまとめた動画。隔週水曜日に投稿される。また、100本をまとめた総集編が、6本投稿されている。001話〜500話をまとめた「アニメコント超総集編」もアップしている。よく「アンチコメントまとめ」と勘違いされることがあるが、実際にアンチコメントまとめもアップされている。

### ショート動画
アニメが投稿されない月曜、水曜、木曜、土曜に投稿されていた。投稿内容はなたろうが主にTwitterで活動していたときに投稿されていた一コマ漫画など。

### 対義語昔話
「いろんなお話を対義語にするシリーズ　作るコストが激高」（再生リストより）
2025年8月付けで「桃太郎」「浦島太郎」「かぐや姫」「鶴の恩返し」「白雪姫」「さるかに合戦」の6つ。ナレーションは男声の音声合成を使っている。

### 神隠しシリーズ
2022年頃に「ケと薔薇ヶ崎鳳凰の神隠し」をアップし、その動画が人気を集めた。
2025年8月付けで「ケと薔薇ヶ崎鳳凰の神隠し」「味噌とマイケルの神隠し」「のぶらこうじと寿限無の神隠し」「ハクとカオナシとムスカの神隠し」「ケツと血緋露の神隠し」「丸と激おこぷんぷん丸の神隠し」の6つをアップしている。

## 登場人物
基本的になたろうが1人で演じている。

### 主要人物
青井ぼく（あおいぼく）
初期は「山田」や「太郎」と呼ばれていた。9月4日生まれの乙女座でO型。コーンフレークが好き。
基本的にツッコミ担当。
桃野わたし（もものわたし）
4月1日生まれの牡羊座でAB型。ドーナッツとカツ丼が好き。
基本的にボケ担当。

### その他の登場人物
バランボン
長身で体が紫色の謎の生物。黄色いくちばし(？)と大きな目が特徴的で、ぼくわたチャンネルのキャラクターでは珍しくニコニコ顔ではない。
季節のイベントごとにやってくることもあれば、走行中のキッチン力ーに走って追いつき、ラーメンを注文することもある。マヨネーズが好物。前者でやって来る場合は、バランボンの外見がそのイベントに沿った仕様になる。例を挙げると、クリスマスだとサンタクロースのような見た目で現れるなど、ぼくくんへの返事には全身を虹色に光らせて対応する。
ソイペースト
神隠しシリーズに登場した金髪の少年。名前を奪われる前の名前は「Michael Jackson」(マイケル・ジャクソンとは同姓同名らしい。)
改名ソムリエ
千と千尋の神隠しの名前を変えて働かせる人。indeeeedで求人募集しているらしい。キラキラネームや、名前が長い人でも変えられるため、改名ソムリエと呼ばれている。
ここちぃ
本名は山田雀抜怠(じゃんぬだるく)だったが、改名して山田心になった。レポーターをしているが、五感を使って味覚が一番しょぼかったり、ヘルシーが売りの店でハイカロリーの話をしたり、わんこそばの食レポの前にアメリカのハンバーガーを食べたり。
田和群　遊（たわむれ　あそぶ）
ENJOYKING遊戯王あそぶの主人公。遊戯王(エンジョイキング)を目指して六丁目公園で遊びの特訓中。帽子を逆さに被っている。

## 配信
アニメだけでなく、配信も投稿されている。最初の配信は、配信専用のソフトをいじるだけの「コッソリ配信のお勉強」。当初はなたろうの2Dデザインを募集するママ企画を行っていたが、10万人耐久配信以降は、なたろうとやねぴの代理キャラが登場したことで終了した。

## 公式ソング
2024年7月5日、「 ボックスワンターバ〜ン」という曲が公開された。作詞、作曲、Mixはマキシウキョウ、歌唱＆MVはなたろうが担当している。